# Giga New York
La Giga New York (noto anche come Gigafactory New York o Gigafactory 2) è una fabbrica situata a Riverbend, Buffalo, nello stato di New York. 
La struttura, che realizza celle fotovoltaiche (PV), pannelli solari e che produce essa stessa energia elettrica attraverso quest'ultimi, è di proprietà dello Stato di New York che l'ha affittata alla Tesla. La fabbrica è stata costruita su un terreno dismesso bonificato occupato in precedenza da un'ex acciaieria. La costruzione della fabbrica, ribattezzata inizialmente RiverBend, è iniziata nel 2014 ed è stata completata nel 2016-17.
Il complesso industriale, in collaborazione con la Panasonic, ha iniziato l'assemblaggio di moduli fotovoltaici nel 2017, utilizzando celle fotovoltaiche d'importazione giapponese. Nel 2018 ha iniziato la produzione in loco delle singole celle solari. 
La Panasonic ha interrotto la produzione di pannelli solari nel 2020 e nello stesso anno Tesla ha iniziato a produrre apparecchiature e componentistica per la sua rete di ricarica veloce Tesla Supercharger. A causa della pandemia di COVID-19 nella prima metà del 2020 l'occupazione in fabbrica ha subìto una flessione, ma alla fine del 2021 il livello occupazionale è aumentato a circa 1460 dipendenti, conseguenzialmente ad un accordo pattuito tra la Tesla e lo Stato di New York.